# Astragalus tuvinicus
Astragalus tuvinicus är en ärtväxtart. Astragalus tuvinicus ingår i släktet vedlar, och familjen ärtväxter. Inga underarter finns listade i Catalogue of Life.